# Хајбах (Доњи Бајерн)
Хајбах (њем. Haibach) општина је у њемачкој савезној држави Баварска. Једно је од 37 општинских средишта округа Штраубинг-Боген. Према процјени из 2010. у општини је живјело 2.164 становника. Посједује регионалну шифру (AGS) 9278129.

## Географски и демографски подаци
Хајбах се налази у савезној држави Баварска у округу Штраубинг-Боген. Општина се налази на надморској висини од 449–520 метара. Површина општине износи 32,4 km². У самом мјесту је, према процјени из 2010. године, живјело 2.164 становника. Просјечна густина становништва износи 67 становника/km².

## Међународна сарадња
| Мјесто | Држава    | Врста сарадње | Од    |
| ------ | --------- | ------------- | ----- |
|        | Француска | партнерство   | 1987. |
| Извор  |           |               |       |